# Lilla TV-huset
Lilla TV-huset är ett datorspel från 1997 för barn skapad av Brio för SVT. Spelet låter spelaren besöka ett TV-hus där man spelar in Hippo, Hjärnkontoret, Lilla Sportspegeln, Lördagsakuten, Björnes magasin och Kloak. Där spelaren kan få lära sig mera om området som TV-programmet handlar om. Flera av programledarna från TV-programmen medverkar som sig själva i videoinslag.
Spelet låter även spelaren lära sig historia om äldre barnprogram i Sverige. I det fiktiva TV-huset finns det också andra minispel med inriktning på media. Webbadressen för spelet tvhuset.svt.se är inaktiv i december 2010.

## Medverkade
- Johanna Westman
- Nadine Falk
- Fredrik Berling
- Victoria Dyring
- Lotta Jankell
- Michaela Jolin
- Gunvor Pontén
- Nina Pontén
- Olof Thunberg
- Svante Thunberg
- Torsten Wahlund
- Tony Wilkens